# Long.Live.A$AP
Long.Live.A$AP ist das erste Solo-Studioalbum des US-amerikanischen Rappers A$AP Rocky, das im Januar 2013 erschien.

## Entstehung und Veröffentlichung
Die Erstveröffentlichung von Long.Live.A$AP erfolgte am 11. Januar 2013 bei RCA Records. Das Album erschien in seiner Originalausführung als CD und Download mit zwölf Titeln (Katalognummer: 88765 43696 1). Zeitgleich erschien eine Deluxeversion mit vier Bonustiteln (Katalognummer: 88765 43696 2).
Geschrieben wurden die Lieder vom Interpreten selbst, zusammen mit wechselnden Koautoren. Für die Produktion zeichneten ebenfalls verschiedene, wechselnde Produzenten verantwortlich. A$AP Rocky war lediglich an der Produktion zu Suddenly beteiligt.

## Titelliste
1. Long Live ASAP – 4:49
2. Goldie – 3:12
3. PMW (All I Really Need) (feat. Schoolboy Q) – 3:54
4. LVL – 3:40
5. Hell (feat. Santigold) – 3:51
6. Pain (feat. OverDoz) – 3:53
7. Fuckin’ Problems (feat. Drake, 2 Chainz und Kendrick Lamar) – 3:53
8. Wild for the Night (feat. Skrillex und Birdy Nam Nam) – 3:29
9. 1 Train (feat. Kendrick Lamar, Joey Badass, Yelawolf, Danny Brown, Action Bronson und Big K.R.I.T.) – 6:12
10. Fashion Killa – 3:56
11. Phoenix – 3:53
12. Suddenly – 4:30

## Rezeption

### Rezensionen
Die E-Zine Laut.de bewertete A$AP Rockys Debütalbum mit vier von möglichen fünf Punkten. In der Rezension lobt die Redakteurin Dani Fromm, dass Rocky es vielen recht mache, „sich aber zugleich nirgends“ anbiedere. Dies sei „ein echtes Kunststück.“ Der Rapper fröne auf dem Album „hemmungslos seinem Faible für Grime und insbesondere für den träge tropfenden Screw-Sound aus dem dreckigen Süden.“ Um sich den Mainstream-Hörern anzunähern, wurden Elemente wie staubige Boom-Bap-Beats, Streicher und Klavier in die Musik eingebaut. Auch die zahlreichen Gastrapper werden gelobt. So steuere etwa Schoolboy Q „bissige Zeilen“ bei. Florence Welchs Gesang auf I Come Apart werde dagegen durch den Beat „leider über weite Strecken völlig platt“ gewalzt. Skrillex stelle den „Überraschungstreffer“ dar.

### Bestenliste
In der Liste der besten „Hip Hop-Alben des Jahres“ 2013 von Laut.de wurde Long.Live.A$AP auf Rang 4 platziert. Aus Sicht der Redaktion schließe das Album da an, wo das Mixtape „Live.Love.A$AP aufgehört habe“.

## Kommerzieller Erfolg

### Chartplatzierungen
Long.Live.A$AP avancierte zum Nummer-eins-Erfolg in Kanada und den Vereinigten Staaten. Darüber hinaus erreichte es Top-10-Platzierungen in Dänemark (Rang 4), Australien, Neuseeland, und dem Vereinigten Königreich (je Rang 7) oder auch der Schweiz (Rang 9).
| ChartsChartplatzierungen       | Höchstplatzierung | Wochen |
| ------------------------------ | ----------------- | ------ |
| Deutschland (GfK)              | 31 (2 Wo.)        | 2      |
| Österreich (Ö3)                | 62 (1 Wo.)        | 1      |
| Schweiz (IFPI)                 | 9 (5 Wo.)         | 5      |
| Vereinigte Staaten (Billboard) | 1 (104 Wo.)       | 104    |
| Vereinigtes Königreich (OCC)   | 7 (7 Wo.)         | 7      |

| ChartsJahrescharts (2013)      | Platzierung |
| ------------------------------ | ----------- |
| Vereinigte Staaten (Billboard) | 60          |

### Auszeichnungen für Musikverkäufe
Long.Live.A$AP verkaufte sich laut Schallplattenauszeichnungen weltweit über 2,2 Millionen Mal. Es verkaufte sich alleine in den Vereinigten Staaten über zwei Millionen Mal, davon über 139.000 Mal in der ersten Verkaufswoche.
| Land/Region                  | Auszeichnungen für Musikverkäufe (Land/Region, Auszeichnung, Verkäufe) | Verkäufe  |
| ---------------------------- | ---------------------------------------------------------------------- | --------- |
| Australien (ARIA)            | Gold                                                                   | 35.000    |
| Dänemark (IFPI)              | Platin                                                                 | 20.000    |
| Kanada (MC)                  | Gold                                                                   | 40.000    |
| Neuseeland (RMNZ)            | 3× Platin                                                              | 45.000    |
| Polen (ZPAV)                 | 2× Platin                                                              | 40.000    |
| Schweden (IFPI)              | Gold                                                                   | 20.000    |
| Vereinigte Staaten (RIAA)    | 2× Platin                                                              | 2.000.000 |
| Vereinigtes Königreich (BPI) | Gold                                                                   | 100.000   |
| Insgesamt                    | 4× Gold · 8× Platin ·                                                  | 2.300.000 |

Hauptartikel: ASAP Rocky/Auszeichnungen für Musikverkäufe